# Rolando Saca
Rolando Saca (San Salvador, El Salvador; 5 de mayo de 1986) es un piloto de automovilismo salvadoreño. Actualmente compite en el campeonato de carreras de resistencia 24H Series con el equipo alemán Mühlner Motorsports y posee el récord del salvadoreño más rápido en el Autódromo Internacional El Jabalí.

## Trayectoria

### Karting
En el año 2012, Rolando Saca inicia compitiendo en karts en Yamaha KT100 y posteriormente YZ-125 Shifters. Durante el 2013, consigue ganar sus dos primeras carreras en Shifter Novatos en el Campeonato Nacional de Kartismo de Guatemala. Posteriormente, en el año 2014 logra el Subcampeonato de Shifter Expertos en el Campeonato Nacional de Kartismo de Guatemala.

### Automovilismo
Durante el 2015 inicia compitiendo en la categoría Fórmula Mazda en el Campeonato Nacional de Automovilismo de Guatemala. En 2017, con 4 podios en 5 carreras, logra el subcampeonato nacional de Fórmula Mazda. También participó en la Fórmula Havoline.
En 2019, inicia compitiendo con el Audi R8 LMS Ultra en Costa Rica, donde logra la pole position en su primera carrera con el auto para los 150KM Independencia del Costa Rica Touring Car Championship.
Desde el 2020 participa en el campeonato centroamericano GT Challenge de Las Américas con autos como el Ferrari 458 GT3, Porsche GT3 R y Porsche GT1 Trans-Am. En diciembre de 2021, en el Autódromo Pedro Cofiño, Rolando logra la pole position y gana la 2.ª fecha del campeonato GT Challenge de las Américas en Guatemala. Para el 2022, se celebra la primera fecha del campeonato en el Autódromo Internacional El Jabalí en El Salvador, donde consiguió la pole position y ganó la carrera.

### Resistencia

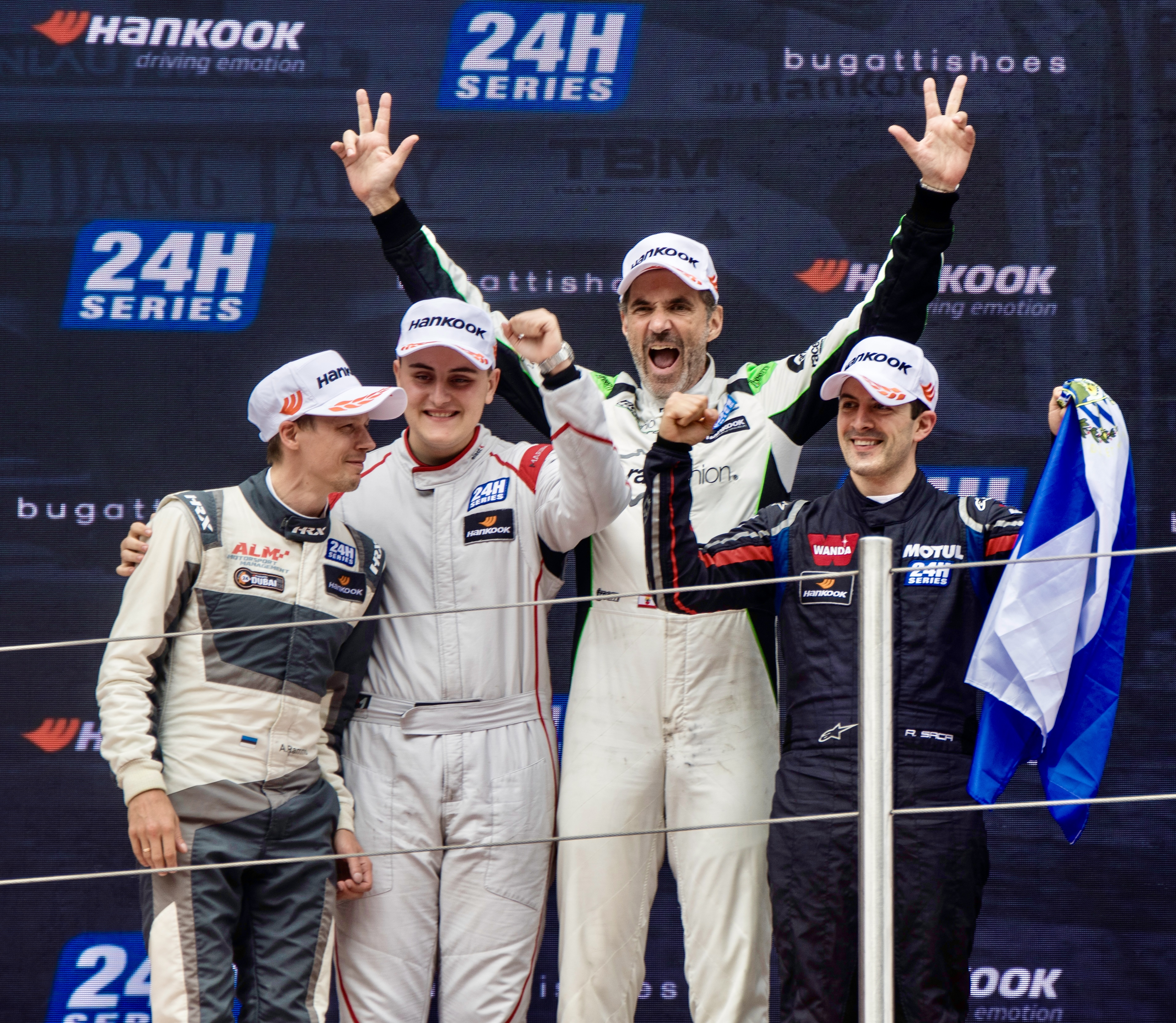
Saca en el podio de las 24 Horas de Barcelona

Para 2023, Saca firma con el equipo alemán MRS-GT Racing para disputar el Porsche Sprint & Endurance Challenge en Hockenheim, Alemania. Con los alemanes participó en el 24H Series en las 24 Horas de Barcelona, donde consiguió el segundo lugar de su categoría, convirtiéndose en el primer salvadoreño en lograr un podio en Europa.
En 2024, Rolando Saca participa en las 12 horas de Spa-Francorchamps del campeonato 24H Series con el equipo MRS-GT Racing donde logran el sexto lugar en su categoría.

## Resultados

### 24 Horas de Barcelona
| Año  | Equipo        | Copilotos                                                      | Automóvil                 | Clase  | Vueltas | Pos. | Pos. Clase |
| ---- | ------------- | -------------------------------------------------------------- | ------------------------- | ------ | ------- | ---- | ---------- |
| 2023 | MRS GT-Racing | Antti Rammo Alex Herbst Patrick Luciano Bay                    | Porsche 911 GT3 Cup (992) | 992-AM | 653     | 25.º | 2.º        |
| 2024 | MRS GT-Racing | Antti Rammo Amadeo Quiros Jr. Charlie Fonseca Jukka Honkavuori | Porsche 911 GT3 Cup (992) | 992-AM | 672     | 16.º | 5.º        |

12 Horas de Spa-Francorchamps
| Año  | Equipo        | Copilotos                     | Automóvil                 | Clase  | Vueltas | Pos. | Pos. Clase |
| ---- | ------------- | ----------------------------- | ------------------------- | ------ | ------- | ---- | ---------- |
| 2024 | MRS GT-Racing | Antti Rammo Amadeo Quiros Jr. | Porsche 911 GT3 Cup (992) | 992-AM | 224     | 19.º | 6.º        |

12 Horas de Misano
| Año  | Equipo             | Copilotos                          | Automóvil                 | Clase  | Vueltas | Pos. | Pos. Clase |
| ---- | ------------------ | ---------------------------------- | ------------------------- | ------ | ------- | ---- | ---------- |
| 2024 | MRS GT-Racing      | Mantas Janavicius Silvain Pastoris | Porsche 911 GT3 Cup (992) | 992-AM | 286     | 18.º | 6.º        |
| 2025 | Mühlner Motorsport | Martin Rump Valters Zviedris       | Porsche 911 GT3 Cup (992) | 992    | 300     | 19.º | 9.º        |